# Pedro Camejo
Pedro Camejo, szerzej znany jako „Pierwszy wśród Czarnych” (Negro Primero), (ur. w 1790 r. w San Juan de Payara w Wenezueli; zm. 24 czerwca 1821 r. w Campo Carabobo) był wenezuelskim żołnierzem, który walczył na początku po stronie armii królewskiej. Następnie, podczas wojny o niepodległość Wenezueli, wstąpił w szeregi rebeliantów. W karierze wojskowej doszedł do stopnia porucznika.
Przydomek „Pierwszy wśród Czarnych” zawdzięczał swojemu męstwu oraz umiejętnościom w posługiwaniu się włócznią, a także – walce w pierwszej linii ataku na polu bitewnym. Pseudonim odnosi się także do funkcji oficera sztandaru, którą Camejo pełnił w armii Simona Bolivara.

## Życiorys
Camejo był niewolnikiem Vicentego Alonzo z prowincji Apure. Gdy rodził się ruch niepodległościowy, Apure służył w wojsku królewskim. Zwolennikiem wyzwolenia kraju został w roku 1816. Wstąpił wtedy w szeregi armii generała Jose Antonio Páeza w Apure. Podobno Camejo przyjaźnił się z generałem Paezem. W roku 1818 generał Simon Bolivar przybył do San Juan de Payara w ramach Kampanii Środkowej i po raz pierwszy miał okazję przyjrzeć się Camejo „w akcji”. Odwaga i krzepkość żołnierza, wsparta rekomendacją generała Paeza, wzbudziły zainteresowanie Bolivara. Przeprowadził on krótką rozmowę z wojownikiem, zadając mu kilka pytań. Camejo odpowiadał prosto, ale z pomysłowością. Wyjaśnił, że początkowo wstąpił w szeregi armii republikańskiej skuszony możliwością zdobycia łupów, a dopiero później zrozumiał, iż walka ma inne, wyższe cele.

### Udział w walkach o niepodległość Wenezueli
Camejo był jednym ze 150 lansjerów, którzy uczestniczyli w bitwie pod Las Queseras del Medio. Za postawę w trakcie batalii został odznaczony Orderem Wyzwolenia Wenezueli. Podczas bitwy pod Carabobo, należał do jednego z pułków konnicy, wchodzącego w skład pierwszej dywizji, dowodzonej przez Jose Antonio Paeza.
Bitwę tą stoczono 24 czerwca 1821 r. Wojskami republikańskimi dowodził Boliwar, a na czele sił hiszpańskich stał feldmarszałek Miguel de la Torre. Rebelianci dysponowali przewagą liczebną. Mieli do dyspozycji 4000 żołnierzy piechoty oraz 2.500 jeźdźców. Tymczasem oddziały królewskie liczyły 5000 piechurów i nie posiadały wsparcia kawalerii.
Bitwa ta wywiązała się w trakcie marszu wojsk Bolivara z Valencii do Puerto Cabello. Drogi pomiędzy tymi miastami zabarykadowały wojska królewskie. Jako pierwsi, ogień z muszkietów otworzyli Hiszpanie. Po pierwszej salwie piechota wenezuelska wycofała się, ale służący w armii Bolivara Irlandczycy, Walijczycy i Anglicy, tworzący tzw. Legion Brytyjski walczyli nadal i przejęli kontrolę nad wzgórzami. Oddziały republikańskie ostatecznie przełamały linie hiszpańskie na flankach i maszerowały w stronę tyłów armii de La Torre. Kawaleria królewska uciekła z pola bitwy. Hiszpańska piechota sformowała czworoboki i walczyła do końca z republikańską konnicą. W czasie tej bitwy zniszczone zostały główne siły królewskie w Wenezueli. Zwycięstwo Bolivara w praktyce zagwarantowało Wenezueli niepodległość.
Eduardo Blanco, autor książki „Venezuela Heroica” opisał moment, w którym Camejo, ciężko zraniony w czasie bitwy, odmeldował się przed generałem Paezem i pewnym głosem powiedział mu: Mój generale, przychodzę się z tobą pożegnać, bo umieram.
Intrygujący jest fakt, że generał Paez w autobiografii nie opisał słynnych dokonań Camejo w czasie bitwy pod Carabobo. Ograniczył temat zaledwie do wzmianki o śmiertelnych ranach, poniesionych przez wojownika, gdy padły pierwsze strzały.